# Henry Cromwell
Pour les articles homonymes, voir Cromwell.
Henry Cromwell né le 20 janvier 1628 à Huntingdon et mort le 23 mars 1674 à Wicken est le quatrième fils d'Oliver Cromwell et Élizabeth Bourchier. C'est une figure importante du régime parlementaire de l'Irlande.

## Biographie
Il étudie à l'Emmanuel College de Cambridge. Il sert sous le commandement de son père pendant la dernière partie de la guerre civile anglaise participant à la bataille de Preston, puis il rejoint son père en Irlande en février 1650. Il est nommé parlementaire représentant l'Irlande dans le parlement des Barebones, puis élu dans le premier parlement du Protectorate. En 1653, Henry épouse Elizabeth (morte en 1687), fille de Sir Francis Russell, 2e Baronet de Chippenham. Le couple aura cinq garçons et deux filles.
En 1654, il est de nouveau en Irlande où il est nommé major général des forces parlementaires et membre du Conseil d'Etat irlandais. Théoriquement Henry est subordonné au Lord gouverneur, Charles Fleetwood qui est également son beau-frère. Mais le départ de Fleetwood pour l'Angleterre en septembre 1655 lui laisse toute liberté pour conduire la politique de l'Irlande. Contrairement à Fleetwood, il semble avoir tenu la balance égale entre les différentes sectes protestantes, et sa popularité incontestable en Irlande est attestée par Clarendon. Même s'il poursuit la politique des Plantations, il se montre dans l'ensemble plus indulgent que Fleetwood.
En novembre 1657 Henry devient officiellement Lord gouverneur. La même année, il conseille son père de ne pas accepter le poste de roi, contrairement à 1654 où il avait soutenu une motion à cet effet. Après la mort d'Oliver, Henry soutient la désignation de son frère Richard à la charge de protecteur.
Henry est rappelé en Angleterre en juin 1659 juste après la chute de son frère Richard. Sa modération tant sur le plan politique que religieuse lui vaut de ne pas être inquiété lors de la Restauration. Il se retire pour ses dernières années dans l'abbaye de Spinney à Wicken dans le Cambridgeshire. Il meurt à Wicken et est enterré dans l'église de la paroisse aux côtés de sa femme.